# MTV Movie Award alla performance più terrorizzante
L'MTV Movie Award per la performance più terrorizzata (MTV Movie Award for Best Frightened Performance o MTV Movie Award for Best Scared-As-S**t Performance) è un premio cinematografico statunitense assegnato nell'ambito degli MTV Movie Awards all'interprete, maschile o femminile, della performance più spaventata.
Nelle edizioni 2005 e 2006 ha avuto il nome MTV Movie Award for Best Frightened Performance, in seguito è stato rinominato MTV Movie Award for Best Scared-As-S**t Performance.

## Vincitori e candidati
I vincitori sono indicati in grassetto, a seguire gli altri candidati.

### Anni 2000-2009
- 2005: Dakota Fanning - Nascosto nel buio (Hide and Seek)
  - Cary Elwes - Saw - L'enigmista (Saw)
  - Sarah Michelle Gellar - The Grudge
  - Jennifer Tilly - Il figlio di Chucky (Seed of Chucky)
  - Mýa - Cursed
- 2006: Jennifer Carpenter - The Exorcism of Emily Rose
  - Rachel Nichols - Amityville Horror (The Amityville Horror)
  - Derek Richardson - Hostel
  - Paris Hilton - La maschera di cera (House of Wax)
  - Dakota Fanning - La guerra dei mondi (War of the Worlds)

### Anni 2010-2019
- 2010: Amanda Seyfried - Jennifer's Body
  - Alison Lohman - Drag Me to Hell
  - Jesse Eisenberg - Benvenuti a Zombieland (Zombieland)
  - Katie Featherston - Paranormal Activity
  - Sharlto Copley - District 9
- 2011: Ellen Page - Inception
  - Ashley Bell - L'ultimo esorcismo (The Last Exorcism)
  - Jessica Szohr - Piranha 3D
  - Minka Kelly - The Roommate - Il terrore ti dorme accanto
  - Ryan Reynolds - Buried - Sepolto (Buried)
- 2013: Suraj Sharma – Vita di Pi (Life of Pi)
  - Alexandra Daddario – Non aprite quella porta 3D (Texas Chainsaw 3D)
  - Jennifer Lawrence – Hates - House at the End of the Street (House at The End of the Street)
  - Jessica Chastain – Zero Dark Thirty
  - Martin Freeman – Lo Hobbit - Un viaggio inaspettato (The Hobbit: An Unexpected Journey)
- 2014: Brad Pitt - World War Z
  - Rose Byrne - Oltre i confini del male - Insidious 2 (Insidious: Chapter 2)
  - Jessica Chastain - La madre (Mama)
  - Vera Farmiga - L'evocazione - The Conjuring (The Conjuring)
  - Ethan Hawke - La notte del giudizio (The Purge)
- 2015[1][2]: Jennifer Lopez - Il ragazzo della porta accanto (The Boy Next Door)
  - Rosamund Pike - L'amore bugiardo - Gone Girl (Gone Girl)
  - Annabelle Wallis - Annabelle
  - Dylan O'Brien - Maze Runner - Il labirinto (The Maze Runner)
  - Zach Gilford - Anarchia - La notte del giudizio (The Purge: Anarchy)
- 2018[3]: Noah Schnapp - Stranger Things
  - Talitha Bateman - Annabelle 2: Creation (Annabelle: Creation)
  - Emily Blunt - A Quiet Place - Un posto tranquillo (A Quiet Place)
  - Sophia Lillis - It
  - Cristin Milioti - Black Mirror

### Anni 2020-2029
- 2021[4]: Victoria Pedretti - The Haunting
  - Simona Brown - Dietro i suoi occhi (Behind Her Eyes)
  - Elisabeth Moss - L'uomo invisibile (The Invisible Man)
  - Jurnee Smollett - Lovecraft Country - La terra dei demoni (Lovecraft Country)
  - Vince Vaughn - Freaky